# Мирко Матић
Мирко Матић (Благај,3. новембра 1962) је пензионисани пуковник Оружаних снага БиХ и публициста.

## Биографија
Мирко Матић, рођен је 1962. године у селу Благај, општина Купрес. Послије завршене осмогодишње школе у Благају и гимназије у Купресу, завршио је Војну академију Копнене Војске у Београду 1985. године. Током службе завршио је више стручних усавршавања у земљи и иностранству из области војнополицијских, безбједносних, обавјештајних и војнодипломатских послова.
У ЈНА је службовао у гарнизону Вараждин, на дужностима у јединицама војне полиције, а од новембра 1989. године у органима службе безбједности. Рат га је затекао на дужности начелника безбедности у 32. механизованој бригади у Вараждину. Послије сукоба на територији Хрватске у октобру 1991. године прекомандован је у Бању Луку. Рат у Босни и Херцеговини затекао га је у чину капетана на дужности референта безбједности у Команди 10. партизанске дивизије. Почетком рата на Купресу првих дана априла 1992. године по личном захтјеву прекомандован је у Команду 30. партизанске дивизије Мркоњић Град, гдје је постављен на дужност референта безбједности.
У Војсци Републике Српске налазио се од њеног формирања. У Команди 30. лаке пјешадијске дивизије до децембра 1992. године обављао је дужност референта безбједности, од децембра 1992. године до августа 1994. године дужност начелника Органа за обавјештајно-безбједносне послове, а од августа 1994. године до марта 1996. године дужност начелника Органа безбједности. Након рата обављао је више руководећих дужности у органима службе безбједности, од оперативца у контраобавјештајној групи Главног Штаба ВРС, начелника органа безбједности у Команди РВ и ПВО, начелника одјељења у Управи безбједности Министарства одбране Републике Српске до замјеника помоћника министра одбране за обавјештајно-безбједносне послове у Министарству одбране Републике Српске.
Послије формирања ОС БиХ, 2006. године прекомандован је у Сарајево, гдје је обављао дужност начелника Одјељења за војнообавјештајну подршку у Управи за обавјештајно-безбједносне послове Заједничког штаба ОС БиХ и стручног савјетника за војнообавјештајне програме у Сектору за обавјештајно-безбједносне послове Министарства одбране БиХ.
Током службе у ЈНА више пута је похваљиван и награђиван. У ВРС je ванредно унапријеђен у чин капетана I кл. 1992. и чин мајора 1995. године, а 1995. године одликован је Орденом Милоша Обилића за храброст. Пензионисан је 2014. године у чину пуковника ОС БиХ. Ожењен је, има сина и кћерку, живи у Бањој Луци.
Након пензионисања бави се писањем и етнографијом. До сада је објавио књиге: 
- Матић, Мирко (2017). Звуци са Купреса. Бања Лука: Европски дефендологија центар за научна, политичка, економска, социјална, безбједносна, социолошка и криминолошка истраживања. ISBN 978-99976-22-25-9.
- Матић, Мирко (2018). Купрешки биљези. Бања Лука: Европски дефендологија центар за научна, политичка, економска, социјална, безбједносна, социолошка и криминолошка истраживања. ISBN 978-99976-22-39-6.
- Матић, Мирко (2020). Матићи са Купреса. Нови Сад.
- Матић, Мирко; Дулић, Остоја; Блажановић, Јово (2020). 30. пјешадијска дивизија Војске Републике Српске. Бања Лука: Републички центар за истраживање рата, ратних злочина и тражење несталих лица. ISBN 978-99976-730-9-1.